# Das Geheimnis des wilden Mustangs
Das Geheimnis des wilden Mustangs ist eine DVD-Direktproduktion. In den USA wurde diese DVD von Myriad Pictures Ende 2009 auf den Markt gebracht. Schauspieler sind Miranda Cosgrove, Danielle Chuchran, Robert Wagner, Paul Sorvino, Connie Sellecca und Fred Ward.

## Handlung
Das elfjährige Mädchen Hannah Mills aus Cleveland hat vor kurzem ihre Mutter verloren. Sie interessiert sich sehr für Pferde und möchte diese für ein Schulprojekt in ihrer natürlichen Umgebung fotografieren. Da ihr Vater geschäftlich ins Ausland muss, bringt er Hannah zu einer alten Bekannten auf eine Farm in Nevada. Mit C.J., der Rancherstochter in ihrem Alter, begibt sich Hannah auf die Suche nach dem Ort, an dem sich die Wildpferde aufhalten. Die beiden entdecken dabei ein Geheimnis. Es gibt eine Legende, die von einem wilden schwarzen Mustang handelt, der des Nachts als Geisterpferd erscheinen und die Stuten der Herden rauben soll. Viele halten diese Geschichte für einen Mythos. Der wilde Mustang existiert jedoch tatsächlich und verändert das Leben der beiden Mädchen für immer, denn einige skrupellose Tierfänger haben es ausgerechnet auf ihn abgesehen.

## Kritik
- „Prachtvolle Panoramen, sympathische Typen sowie eine einfache, aber effektive Geschichte um edle Tiere, feige Jäger und eine große Mädchenfreundschaft prägen diesen grundsoliden Unterhaltungsfilm für junge Damen.“[3]

## Trivia
- Das Geheimnis des wilden Mustangs ist das Spielfilmdebüt von Connie Sellecca und Gib Gerard.
- Der Film sollte im Jahr 2006 in US-amerikanischen Kinos gezeigt werden, was dann aber bis zum 6. Oktober 2009 verzögert wurde.

## Synchronisation
| Rolle              | Schauspieler      | Synchronsprecher |
| ------------------ | ----------------- | ---------------- |
| Hannah Mills       | Miranda Cosgrove  | Manuela Bäcker   |
| C.J.               | Danielle Chuchran | Linda Fölster    |
| Dallas Brody       | K.C. Clyde        | Nicolas König    |
| Mattie             | Connie Sellecca   | Anne Moll        |
| Deputy Morg Haynes | Corbin Allred     | Christian Stark  |
| Ty Brody           | Gib Gerard        | Leonhard Mahlich |